# Улан-Макит (разъезд)
Улан-Маки́т — разъезд Северобайкальского региона Восточно-Сибирской железной дороги на Байкало-Амурской магистрали (1447 километр).
Находится в Муйском районе Республики Бурятия на левом берегу реки Муякан, у места впадения в неё рек Сунуекит и Акукан.

## Пригородное сообщение по станции
| № поезда | Маршрут движения   | № поезда | Маршрут движения   |
| -------- | ------------------ | -------- | ------------------ |
| 6373     | Таксимо — Окусикан | 6374     | Окусикан — Таксимо |